# کمال تشالابی
کمال تشالابی (انگلیسی: Kamel Tchalabi; ۱ آوریل ۱۹۴۷ – ۳ مهٔ ۲۰۲۱) بازیکن و مربی فوتبال اهل الجزایر بود.
از باشگاه‌هایی که در آن بازی کرده‌است می‌توان به باشگاه فوتبال اتحاد الجزایر اشاره کرد.
وی همچنین در تیم ملی فوتبال الجزایر بازی کرده‌است.